# Melon

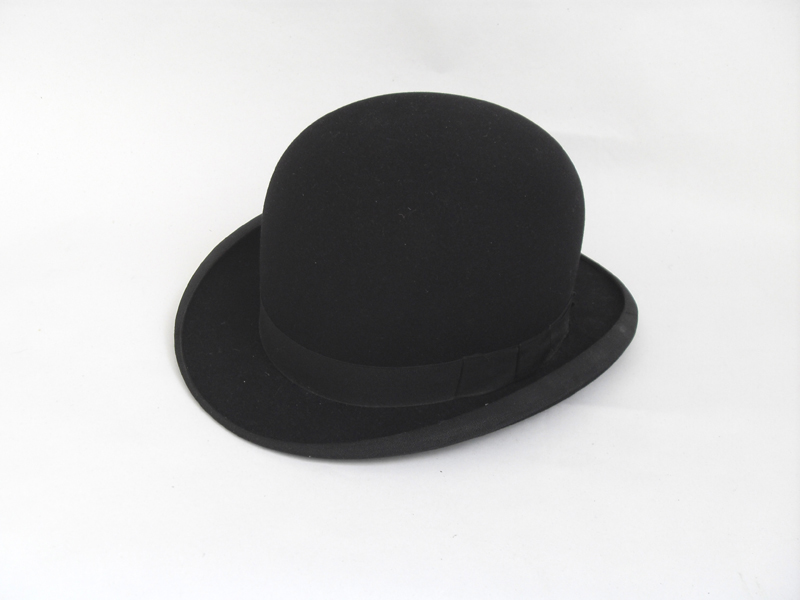
Pălărie melon de la mijlocul secolului al XX-lea (colecția PFF).

Melonul, cunoscut și sub denumirea de gambetă, (în engleză bowler hat sau derby (SUA)), este o pălărie tare de fetru cu calota rotundă și bombată și cu boruri înguste întoarse în sus, creată de pălărierii londonezi Thomas și William Bowler în 1849. Acest tip de pălărie, rezistent și protector, a fost popular în rândul clasei muncitoare din SUA, Marea Britanie și Irlanda în a doua jumătate a secolului al XIX-lea și mai târziu în clasa superioară și de mijloc din Marea Britanie, Irlanda și estul Statelor Unite.

## În cultura populară

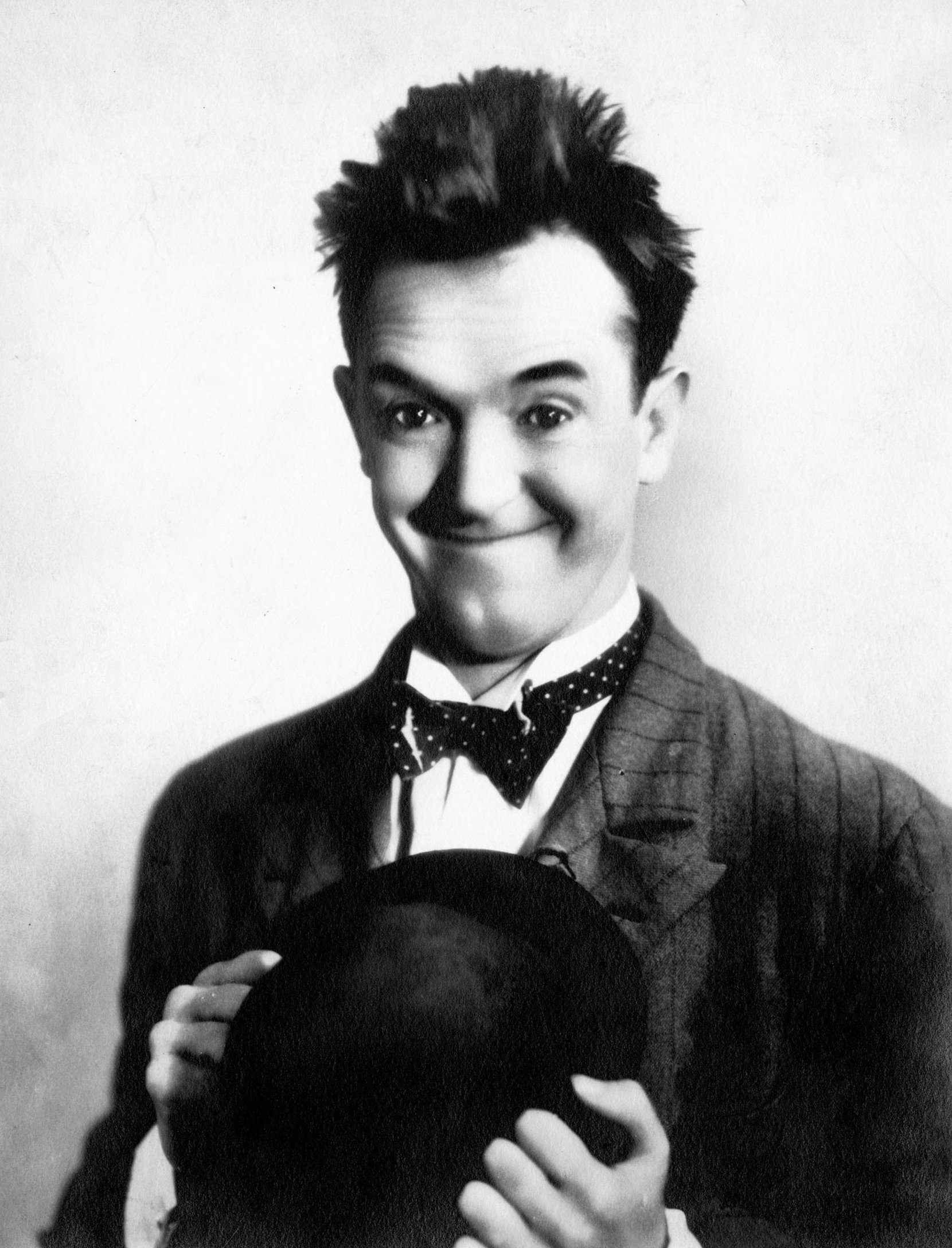
Comicul englez Stan Laurel și-a creat un stil umoristic propriu inspirat din music-hall-ul britanic: pălărie melon, seriozitate comică și înțelegere anapoda.

Melonul a devenit faimos prin purtarea sa de anumiți actori, cum ar fi Charlie Chaplin, Stan și Bran, Curly Howard și John Cleese și, de asemenea, de către personajul fictiv al lui John Steed din The Avengers, interpretat de Patrick Macnee.
Melonul este parte a costumului Droog pe care personajul englez Alex îl poartă în filmul Portocala mecanică ca un simbol al atracției sale pentru costumele fancy.
Coregraful și regizorul de film Bob Fosse a inclus frecvent pălării melon în spectacolele de dans. Această utilizare a pălăriilor ca elemente de recuzită, așa cum se vede în filmul Cabaret (1972), a devenit una din mărcile sale artistice.

## Purtători notabili

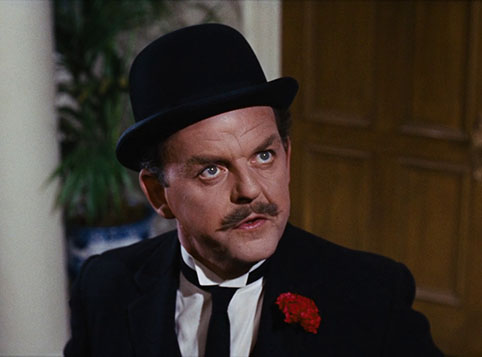
David Tomlinson în rolul bancherului londonez Banks din filmul Mary Poppins, a cărui acțiune se petrece la Londra la începutul secolului al XX-lea.

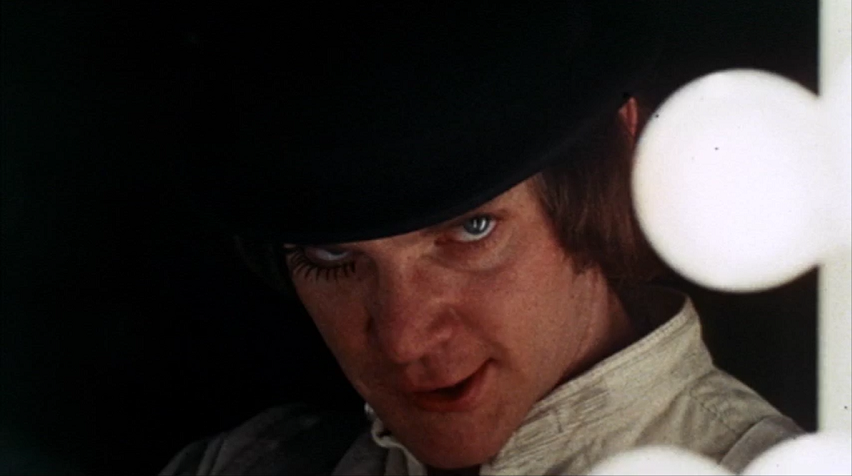
Alex DeLarge în filmul distopic Portocala mecanică (1971)

- Membrii Plug Uglies, o bandă americană din secolul al XIX-lea, purtau meloane umplute cu pânză sau cu lână pentru a-și proteja capetele în timp ce se băteau.[8]
- John Bonham, bateristul trupei Led Zeppelin, a purtat de multe ori un melon.[9]
- Charlie Chaplin a purtat un melon, ca parte a costumului său de vagabond.[10]
- Edward Coke, pentru care prima pălărie melon a fost proiectat.
- Bing Crosby poartă un melon în filmul Road to Utopia (1946), printre altele.[11]
- Alex, protagonistul din Portocala mecanică, poartă o pălărie melon.
- Lou Costello din Abbott și Costello a purtat de multe ori o pălărie melon.
- Stan și Bran sunt cunoscuți prin faptul că au purtat meloane în filmele lor.[12]
- „Tipul cu melon”, antagonistul filmului Meet the Robinsons, este numit astfel datorită pălăriei pe care o poartă.
- Personajul John Steed din The Avengers a purtat o varietate de meloane de-a lungul serialului.[13]
- Boy George a purtat de multe ori melon în cursul anilor 1980.[14]